# Амангельдинский сельский округ (Есильский район)
Амангельдинский сельский округ (каз. Амангелді ауылдық округі) — административная единица в составе Есильского района Северо-Казахстанской области Казахстана. Административный центр — село Амангельдинское.
Население — 1000 человек (2009, 1681 в 1999, 1745 в 1989).

## История
Указом Президиума Верховного Совета Казахской ССР от 27 декабря 1956 года образован Амангельдинский поселковый совет. 12 января 1994 года постановлением главы Северо-Казахстанской областной администрации в существующих границах создан Амангельдинский сельский округ.

## Социальные объекты
В округе функционирует средняя школа, мини-центр, медицинский пункт, библиотека, татарский этнокультурный центр «Дуслык». Также функционирует хоккейный корт, спортзал, футбольное поле, волейбольная площадка.

## Состав
В состав округа входят такие населенные пункты:
| Населенный пункт      | Население, человек (1989) | Население, человек (1999) | Население, человек (2009) |
| --------------------- | ------------------------- | ------------------------- | ------------------------- |
| Амангельдинское, село | 869                       | 1029                      | 700                       |
| Калиновка, село       | 333                       | 239                       | 46                        |
| Поляковка, село       | 228                       | 178                       | 80                        |
| Талапкер, село        | 315                       | 235                       | 174                       |